# Кухињски нож
Кухињски нож је назив за сваки нож који је намењен за употребу у припреми хране. Иако се велики део овог посла може обавити са било којим ножем опште намене – посебно великим куварским ножем, чврстом сатаром, малим ножем за резање и неком врстом назубљеног сечива (као што је нож за хлеб или назубљени помоћни нож) – постоје такође много специјализованих ножева који су дизајнирани за специфичне задатке. Кухињски ножеви се могу направити од неколико различитих материјала.

## Изградња

### Материјал
- Угљенични челик је легура гвожђа и угљеника, често укључујући и друге елементе као што су ванадијум и манган. Угљенични челик који се обично користи у ножевима има око 1,0% угљеника, јефтин је и добро држи ивицу. Угљенични челик се обично лакше наоштрава од многих нерђајућих челика, али је подложан рђи и мрљама. Оштрице треба очистити, осушити и подмазати након сваке употребе. Нови ножеви од угљеничног челика могу киселој храни дати метални или „гвоздени“ укус, мада ће временом челик добити патину од оксидо-редукције која ће спречити корозију. Добар угљенични челик ће имати оштру ивицу, али није тако тежак да би га било тешко наоштрити, за разлику од неких врста нерђајућег челика.

- Нерђајући челик је легура гвожђа, отприлике 10-15% хрома, могуће никла и молибдена, са само малом количином угљеника. Типични ножеви од нерђајућег челика су направљени од нерђајућег челика 420, легуре нерђајућег челика са високим садржајем хрома која се често користи у посуђу. Нерђајући челик може бити мекши од угљеничног челика, али то олакшава оштрење. Ножеви од нерђајућег челика боље су отпорни на рђу и корозију од ножева од угљеничног челика.

- Нерђајући челик са високим садржајем угљеника је легура нерђајућег челика са релативно великом количином угљеника у поређењу са другим нерђајућим легурама. Повећани садржај угљеника је намењен да обезбеди најбоље атрибуте угљеничног челика и обичног нерђајућег челика. Оштрице од нерђајућег челика са високим садржајем угљеника не мењају боју или мрље и одржавају оштру ивицу разумно време. Већина нерђајућих ножева са високим садржајем угљеника направљена је од скупљих легура од јефтинијих нерђајућих ножева, често укључујући количине молибдена, ванадијума, кобалта и других компоненти које имају за циљ да повећају снагу, држање ивица и способност резања.

- Ламинирана сечива комбинују предности тврдог, али ломљивог челика који ће држати добру ивицу, али се лако ломити и оштетити, са чвршћим челиком који је мање подложан оштећењима и ломљењу, али не може да узме добру ивицу. Тврди челик је у сендвичу (ламиниран) и заштићен између слојева чвршћег челика. Тврди челик формира ивицу ножа; биће потребно оштрије млевење од мекшег челика и дуже ће остати оштар.

- Титанијум је лакши и отпорнији на корозију, али није тврђи од челика. Међутим, он је флексибилнији од челика. Титанијум не даје никакав укус храни. Обично је скуп и није погодан за прибор за јело.

- Керамички ножеви су веома тврди, направљени од синтерованог цирконијум диоксида, и дуго задржавају оштру ивицу. Мале су тежине, не дају никакав укус храни и не кородирају. Погодно за резање воћа, поврћа и меса без костију. Керамички ножеви се најбоље користе као специјализовани кухињски прибор. Недавна побољшања у производњи учинила су их мање крхким. Због њихове тврдоће и крхких ивица, оштрење захтева посебне технике.

- Пластична сечива обично нису веома оштра и углавном се користе за резање поврћа без изазивања промене боје. Нису довољно оштри да би се дубоко урезали у месо, али могу да посеку или огребу кожу.

### Производња сечива
Челична сечива се могу произвести или ковањем или штанцањем.
- Ручно кована сечива се израђују у вишестепеном процесу вештим ручним радом. Комад челичне легуре се загрева на високу температуру и удара док је врућ да би се формирао. Сечиво се затим загрева изнад критичне температуре (која варира између легура), угаси у одговарајућој течности и темперира до жељене тврдоће. Комерцијално, "кована" сечива могу добити само један ударац чекића између матрица, да би се формирале карактеристике као што је "појачало" у празном отвору. После ковања и термичке обраде, сечиво се полира и оштри. Кована сечива су обично дебља и тежа од штанцаних сечива, што је понекад корисно.
- Штанцана сечива се секу у облик директно од хладно ваљаног челика, термички обрађују ради чврстоће, затим брусе, полирају и наоштравају. Штанцана сечива се често, али не увек, могу идентификовати по одсуству подупирача.

### Врста ивице
Ивица ножа се може наоштрити на површину за сечење на неколико различитих начина. Постоје три главне карактеристике ивице:
- млевење – како изгледа пресек
- профил – да ли је ивица равна или назубљена, равна, закривљена или закривљена
- далеко од ивице – како је сечиво конструисано даље од ивице